# Domino’s Pizza

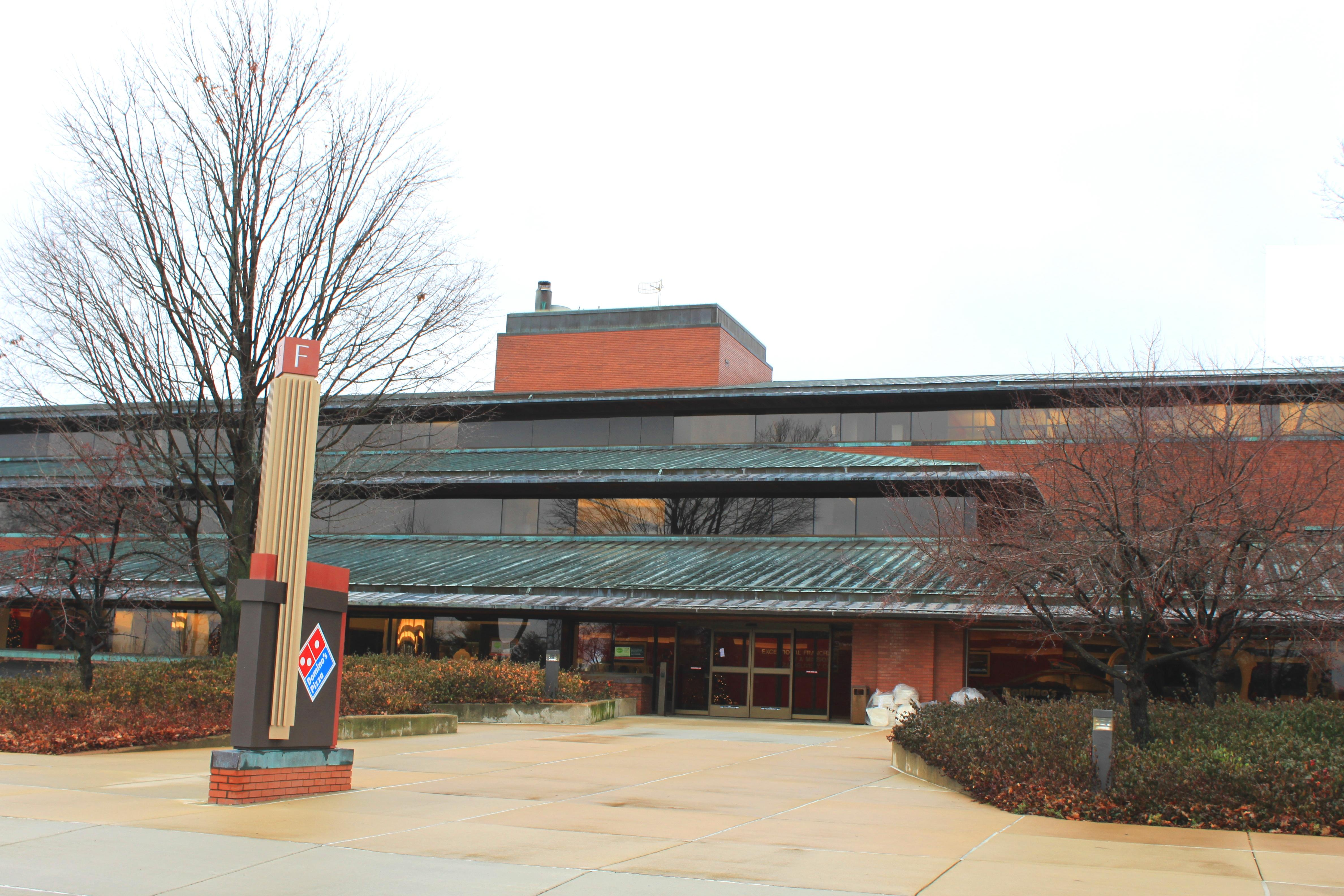
Der Sitz von Domino’s Pizza

Domino’s Pizza ist eine im Jahr 1960 gegründete internationale Schnellrestaurantkette, die auf die Herstellung und Lieferung von Pizza spezialisiert ist.

## Geschichte

### 1960er-Jahre
Domino’s Pizza wurde 1960 von Tom Monaghan in Ypsilanti im US-Bundesstaat Michigan gegründet. Er übernahm gemeinsam mit seinem älteren Bruder James Monaghan einen in ihrer Heimat ansässigen DomiNick's Betrieb. Sie kauften das Gebäude für 500 US-Dollar. Aufgrund fehlender finanzieller Mittel liehen sie sich 900 US-Dollar für den Kauf. Die Brüder beschlossen, die Arbeitszeiten gleichmäßig untereinander aufzuteilen. Da James jedoch nicht bereit war, seinen Job für den Laden zu kündigen, gab er im Februar 1961 seine Ladenanteile an Tom für einen Volkswagen ab. Das ursprüngliche Ziel von Monaghan bestand darin, drei Pizzaservice-Restaurants zu eröffnen. 1965 war Tom Monaghan im Besitz zweier weiterer Pizzerias. Er plante, alle drei in der gleichen Ortschaft ansässigen Geschäfte in einer Tochterfirma DomiNick's zu vereinen. Die Gastronomiekette verbot Monaghan jedoch, unter ihrem Namen zu agieren. Jim Kennedy, damaliger Lieferant, schlug den Namen Domino’s vor. 1965 wurde die Kette offiziell in Domino's Pizza, Inc. umbenannt. Das im selben Jahr angefertigte Firmenlogo der Branche zeigt drei Punkte. In Anlehnung an die USA, die in ihrer Flagge jeden Bundesstaat mit einem Stern darstellt, plante Tom Monaghan ursprünglich, jede Filiale mit einem Punkt im Logo zu erweitern. Aufgrund des exorbitanten Wachstums der Branche wurde diese Idee jedoch schnell verworfen und es blieb bei den ersten drei Punkten. Der Punkt, der sich im roten Bereich des Logos befindet, symbolisiert dabei die erste Zentrale, während die restlichen zwei für die 1965 erworbenen Geschäfte stehen, ganz in Anlehnung an den Domino-Effekt. 1967 wurde der erste offizielle Franchise-Standort eröffnet.

### 1970er-Jahre
1975 erlitt die noch recht junge Marke einen ersten Rückschlag, als die Firma Amstar Corporation sie wegen Verletzung des Markenrechts und Wettbewerbsverzerrung, bezogen auf das Produkt Dominion Sugar, verklagte. Im Jahr 1978 erreichte das Unternehmen mit 200 geöffneten Geschäften einen ersten Meilenstein.

### 1980er-Jahre
Am 2. Mai 1980 entschied das Berufungsgericht des Fünften Kreises in New Orleans zugunsten von Domino's Pizza. Im Jahr 1983 wurde die 1.000 Filiale in Vancouver, Washington geöffnet.

### Gegenwart
Als Monaghan 1998 in Rente ging, verkaufte er sein Unternehmen an Bain Capital. Dave Brandon wurde Vorstandsvorsitzender und CEO und blieb es bis zum März 2010. Domino’s Pizza ist seit 2004 an der New York Stock Exchange (NYSE) notiert (DPZ). Domino’s Pizza UK & IRL PLC ist an der London Stock Exchange (DOM) notiert.

## Verbreitung

Länder, in denen Domino’s Pizza am Markt ist (Stand: 2022)

Domino’s Pizza Lieferservice hat nach eigenen Angaben mehr als 14.000 Filialen in über 80 Ländern.
Die erste Filiale außerhalb der Vereinigten Staaten öffnete am 12. Mai 1983 in Winnipeg, Kanada. 1985 fasste die Branche das erste Mal Fuß in Europa, mit dem ersten Geschäft in Luton, Großbritannien. Im selben Jahr öffnete auch die erste Domino’s Pizza Filiale in Asien, Tokyo/Japan.

### Deutschland
Um 1980 versuchte Domino’s Pizza erstmals, in Deutschland Fuß zu fassen. Dieser Versuch erwies sich als erfolglos. Am 6. November 2010 kehrte das Unternehmen auf den deutschen Markt zurück, eröffnete in Berlin seine erste deutsche Filiale und kündigte an, in Deutschland in den nächsten zehn Jahren 1000 Domino’s-Pizza-Filialen zu eröffnen. Zunächst hatte man jedoch erneut Schwierigkeiten, sich auf dem Markt zu etablieren, und von den 20 Filialen standen fünf vor der Schließung.
Im Dezember 2015 gab Domino’s Pizza die Übernahme des deutschen Marktführers Joey’s Pizza Service zu einem Preis von 79 Millionen Euro bekannt. Eigentümer wurde ein Gemeinschaftsunternehmen, an dem die britische Domino’s Pizza Group (Masterfranchisenehmer unter anderem für Großbritannien, Irland, Deutschland, die Schweiz und Luxemburg) ein Drittel und die australische Domino’s Pizza Enterprises (Masterfranchisenehmer unter anderem für Australien, Japan, Frankreich, die Niederlande und Belgien) zwei Drittel der Anteile hält. Die Transaktion erfolgte nach Genehmigung im Frühjahr 2016. Am 25. April 2016 wurden schließlich die ersten bisherigen Joey’s-Pizza-Standorte auf Domino’s Pizza umfirmiert. Hierbei wurde überwiegend die bisherige Produktpalette von Joey’s Pizza beibehalten.
Nach den Angaben von Domino’s Deutschland gab es in Deutschland 2016 rund 220 Filialen. Hauptfranchisenehmer für Deutschland war ab 2010 zunächst der Israeli Yakir Gabay, Mitinhaber der Hotelmanagementkette Grand City Hotels. Im April 2011 übernahm der DP-Masterfranchisenehmer für Großbritannien und Irland 75 % der Anteile am Deutschland-Hauptfranchisenehmer Intergrowth Enterprise (später umbenannt in DP Cyco mit Sitz in Zypern, eine Tochtergesellschaft der Domino’s Pizza Group,) 25 % verblieben bei Gabays Beteiligungsfirma Briskas.
Im Oktober 2017 übernahm Domino’s Pizza Deutschland den Konkurrenten Hallo Pizza für 32 Mio. Euro. Die 170 Filialen des einstigen Konkurrenten wurden ab April 2018 zu Domino’s.
Mit Stand August 2025 hat Domino's Pizza in Deutschland gut 400 Filialen.

### Belgien
In Belgien gibt es mehr als 50 Filialen (Stand: Januar 2019), davon 7 in der Region Brüssel-Hauptstadt.

### Italien
2015 wurde die erste Filiale in Italien eröffnet. Der Versuch, in Italien Fuß zu fassen, schlug allerdings fehl. 2022 wurden alle verbliebenen 29 Filialen geschlossen.

### Niederlande

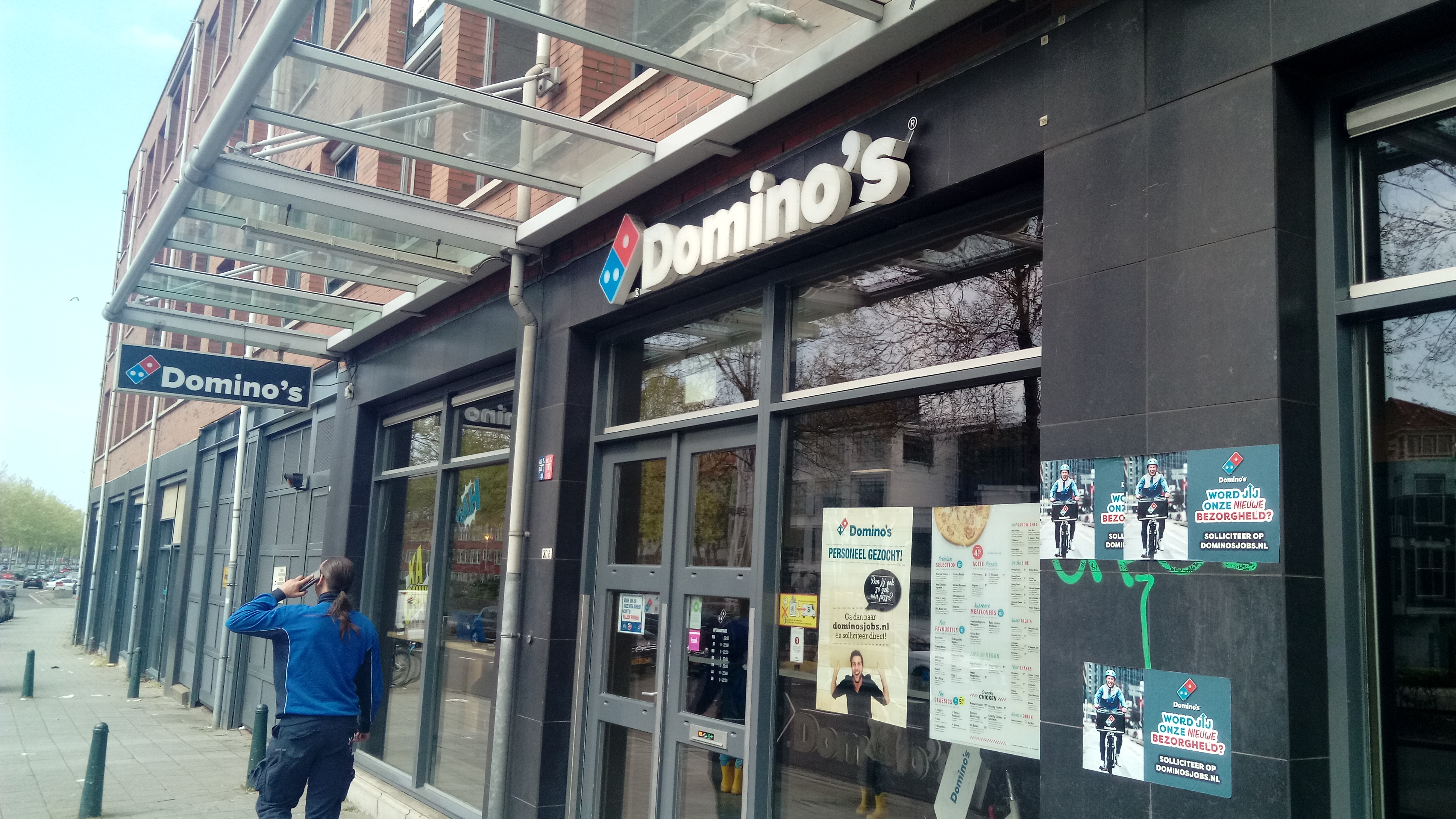
Filiale in Rotterdam

In den Niederlanden gibt es über 370 Filialen (Stand: August 2024). Die erste Filiale in den Niederlanden eröffnete 1989.

### Schweiz
Den ersten Store der Schweiz eröffnete Domino´s Pizza im Jahr 2000 in Genf. Im Dezember 2023 waren es 22 Ladenlokale mit mehr als 450 Mitarbeitern in der gesamten Schweiz.
Zum 1. September 2021 kaufte der mit der Sandwich-Kette Subway bekannt gewordene Unternehmer Julian Lechner den Lieferservice. Der Schweizer Ableger unterhielt zu diesem Zeitpunkt 20 Filialen in 8 Städten. Lechner selbst übernahm die Geschäftsführung von Domino´s Pizza Schweiz.
Seit 2017 besteht die gesamte Schweizer Domino´s-Flotte aus E-Rollern und E-Bikes und ist damit laut eigenen Angaben CO2-neutral.

### Frankreich
In Frankreich hat das Unternehmen mehr als 480 Filialen (Stand: November 2023). Die meisten derer befinden sich entlang der Küstenregionen sowie in der zentralen Île-de-France mit der Hauptstadt Paris.

### Österreich
Betreiber des ersten Lokals von Domino’s Pizza in Wien-Floridsdorf ist seit 23. Oktober 2017 die Firma Daufood Austria GmbH. Sie hat auch die Franchise-Rechte für Tschechien, die Slowakei und Ungarn. das Ziel war vorerst, in Wien 25 bis 40 Lokale zu eröffnen, um im gesamten Stadtraum eine Zustellung binnen 30 Minuten zu erreichen. Zugestellt werden sollte mit Elektrobikes (Stand Oktober 2017). Mittlerweile gibt es 10 Filialen in Wien (Stand Januar 2022).

### Russland
Die erste Filiale von Domino’s Pizza in Russland wurde 1998 in Moskau an der Bauman-Straße eröffnet. Anfang 2021 unterhielt Domino’s Pizza in Russland mehr als 180 Filialen. Die meisten davon in der Hauptstadtregion.

### Japan
Die erste Filiale in Japan eröffnete 1985. Als Bestandteil mehrerer Aktionen zum 25. Jahrestag der Eröffnung der ersten Filiale in Japan offerierte das Unternehmen eine Teilzeitstelle mit einem Stundenlohn von 2,5 Mio. Yen (umgerechnet 22.000 Euro) im Dezember 2010. Es folgte ein mehrstufiges Auswahlverfahren. Berufserfahrung war nicht erforderlich, die einzige Anforderung war ein Mindestalter von 18 Jahren. Eine weitere Werbeaktion versprach jedem, der am 30. September 2010 geboren wurde, eine Gratispizza zu jedem Geburtstag bis zum 25. Lebensjahr.

## Belege
1. ↑  New gourmet burger joint opening in original Domino's Pizza location. 21. April 2014, abgerufen am 31. Januar 2021 (englisch).
2. 1 2  Tom Monaghan Domino's Pizza THE PIONEERING PIZZA-DELIVERY CHAIN I STARTED ALMOST DIDN'T MAKE IT OUT OF THE OVEN. - September 1, 2003. Abgerufen am 31. Januar 2021.
3. ↑  Peter J. Boyer: The Deliverer. Abgerufen am 31. Januar 2021 (amerikanisches Englisch).
4. ↑  James Leonard: Den Glauben leben: Ein Leben von Tom Monaghan. University of Michigan Press 2012, ISBN 978-0-472-11743-7, S. 41–55.
5. ↑  Order Pizza & Pasta Online for Carryout & Delivery - Domino's Pizza. Abgerufen am 31. Januar 2021 (amerikanisches Englisch).
6. ↑  Datamonitor Research Store - Domino's Pizza, Inc. 27. September 2011, archiviert vom Original am 27. September 2011; abgerufen am 31. Januar 2021.
7. ↑  615 F. 2d 252 - Amstar Corporation v. Domino's Pizza Inc. Abgerufen am 10. November 2023 (amerikanisches Englisch).
8. ↑  NYSE > Listed Securities > Listed Company Directory > DPZ (Memento vom 10. Juli 2009 im Internet Archive) (englisch) (offline).
9. ↑  Domino's Pizza Group PLC (englisch).
10. ↑  Domino’s Pizza – Über uns. In: Pizza. Auf Dominos.ch, abgerufen am 30. Januar 2019.
11. 1 2  Branchengröße Domino´s wächst durch erneute Übernahme (Memento vom 28. September 2020 im Internet Archive)
12. ↑  Domino’s Pizza startet in Deutschland erste Filiale. In: Welt.de, 3. November 2010.
13. ↑  Oliver Voss: Domino’s präsentiert seine erste TV-Kampagne für Deutschland. In: HORIZONT. (horizont.net [abgerufen am 11. Januar 2017]).
14. ↑  Pizzadienste: Lieferkette Domino’s will Joey’s übernehmen. Die Welt (Online-Ausgabe), 15. Dezember 2015.
15. ↑  Franchise-Journal: „Nach der Übernahme durch Domino’s Pizza: Die ersten Joey’s Pizza Stores firmieren um“. Abgerufen am 21. Juni 2016.
16. ↑  Domino’s Deutschland – das Unternehmen. In: Über Domino’s – Unternehmen, 2016. Auf Dominos.de, abgerufen am 24. Januar 2019.
17. ↑  Domino’s Pizza Heading to Germany. 7. Mai 2010.
18. ↑  Pizza für Deutschland. 6. November 2010.
19. ↑  Big in Berlin. 18. Februar 2009.
20. ↑  Company Overview of DP Cyco Limited (Memento vom 31. August 2018 im Internet Archive)
21. ↑  International Expansion. Mitteilung von Domino’s Pizza Group plc, 27. April 2011.
22. ↑  Süddeutsche de GmbH, Munich Germany: Übernahme bei Pizza-Lieferdiensten. In: Süddeutsche Zeitung. 18. Oktober 2017, abgerufen am 9. September 2020.
23. ↑  Matthaes Verlag GmbH, Stuttgart, Germany: Domino’s firmiert Hallo-Pizza-Stores um. In: AHGZ.de. (ahgz.de [abgerufen am 31. August 2018]).
24. ↑  Internetseite von Dominos Pizza Deutschland (Abruf 8. August 2025)
25. ↑  Ordering with Domino’s. Auf Dominos.be (englisch), abgerufen am 25. Januar 2019.
26. ↑  Ananas für das Mutterland der Pizza? Domino’s gibt auf, spiegel.de, 10. August 2022
27. ↑  Jaarresultaten juli 2023 – juni 2024 van Domino's Pizza Enterprises Limited Auf Dominos.nl (niederländisch), abgerufen am 27. August 2024.
28. ↑  Übernahme - Familie Lechner kauft Domino´s Pizza Schweiz. 20min.ch, abgerufen am 27. August 2024.
29. ↑  Grüne Pizzas: Domino's Pizza Schweiz setzt auf Elektromobilität. neuemobilitaet.zuerich, abgerufen am 27. August 2024.
30. ↑  Ordering with Domino's. Abgerufen am 10. November 2023 (englisch).
31. ↑  orf.at, abgerufen am 24. Oktober 2017.
32. ↑  Filialen, abgerufen am 10. November 2023.
33. ↑  У Domino's Pizza в России сменился глава, abgerufen am 12. September 2021
34. ↑  Pizza chain offers $31,000/hour part-time job.